# Bailey's Crossroads
Bailey's Crossroads és una concentració de població designada pel cens dels Estats Units a l'estat de Virgínia. Segons el cens del 2000 tenia 23.166 habitants.

## Demografia
Segons el cens del 2000, Bailey's Crossroads tenia 23.166 habitants, 8.547 habitatges, i 4.965 famílies. La densitat de població era de 4.363,1 habitants per km².
Dels 8.547 habitatges en un 29,5% hi vivien nens de menys de 18 anys, en un 40,4% hi vivien parelles casades, en un 11,2% dones solteres, i en un 41,9% no eren unitats familiars. En el 33,3% dels habitatges hi vivien persones soles el 10,4% de les quals corresponia a persones de 65 anys o més que vivien soles. El nombre mitjà de persones vivint en cada habitatge era de 2,7 i el nombre mitjà de persones que vivien en cada família era de 3,4.
Per edats la població es repartia de la següent manera: un 23% tenia menys de 18 anys, un 10,6% entre 18 i 24, un 37,1% entre 25 i 44, un 19% de 45 a 60 i un 10,3% 65 anys o més.
L'edat mediana era de 33 anys. Per cada 100 dones de 18 o més anys hi havia 106,3 homes.
La renda mediana per habitatge era de 51.650 $ i la renda mediana per família de 51.490 $. Els homes tenien una renda mediana de 35.130 $ mentre que les dones 34.265 $. La renda per capita de la població era de 24.091 $. Entorn del 10,7% de les famílies i el 13,3% de la població estaven per davall del llindar de pobresa.

## Poblacions més properes
El següent diagrama mostra les poblacions més properes.